# Championnat du Paraguay de football 1946
Navigation
Édition précédente Édition suivante
La 36e édition du championnat du Paraguay de football est remportée par le Club Nacional. C’est le sixième titre de champion du club. Club Nacional l’emporte avec 4 points d’avance sur Club Sol de América et Club Cerro Porteño. Deux clubs terminent ex æquo à la seconde place : Club Sol de América et Club Cerro Porteño.
Leocadio Marín est le meilleur buteur du championnat, avec 25 buts.

## Les clubs de l'édition 1946
| \| Asuncion: · Olimpia · Nacional · Sol de América · Guaraní · Cerro Porteño · River Plate · Atlántida Asuncion Club Presidente Hayes Club Sportivo Luqueño \| Localisation des clubs engagés dans le championnat. |
| Asuncion: · Olimpia · Nacional · Sol de América · Guaraní · Cerro Porteño · River Plate · Atlántida Asuncion Club Presidente Hayes Club Sportivo Luqueño                                                           |

| Club                  | Stade | Capacité | Ville    |
| --------------------- | ----- | -------- | -------- |
| Atlántida Sport Club  | -     | -        | Asuncion |
| Club Cerro Porteño    | -     | -        | Asuncion |
| Club Guaraní          | -     | -        | Asuncion |
| Club Libertad         | -     | -        | Asuncion |
| Club Nacional         | -     | -        | Asuncion |
| Club Olimpia          | -     | -        | Asuncion |
| Club Presidente Hayes | -     | -        | Tacumbu  |
| Club River Plate      | -     | -        | Asuncion |
| Club Sol de América   | -     | -        | Asuncion |
| Sportivo Luqueño      | -     | -        | Luque    |

## Compétition

### Classement
| Rang | Équipe                | Pts | J  | G  | N | P  | Bp | Bc | Diff |
| ---- | --------------------- | --- | -- | -- | - | -- | -- | -- | ---- |
| 1    | Club Nacional         | 28  | 18 | 13 | 2 | 3  | 58 | 24 | +34  |
| 2    | Club Sol de América   | 24  | 18 | 9  | 6 | 3  | 55 | 32 | +23  |
| 2    | Club Cerro Porteño    | 24  | 18 | 10 | 4 | 4  | 38 | 23 | +15  |
| 4    | Club Olimpia          | 21  | 18 | 9  | 3 | 6  | 54 | 38 | +16  |
| 4    | Club Guaraní          | 21  | 18 | 7  | 7 | 4  | 47 | 34 | +13  |
| 4    | Club Libertad (T)     | 21  | 18 | 8  | 5 | 5  | 33 | 32 | +1   |
| 7    | Atlántida Sport Club  | 16  | 18 | 4  | 8 | 6  | 33 | 33 | 0    |
| 8    | Club Presidente Hayes | 13  | 18 | 5  | 3 | 10 | 34 | 52 | -18  |
| 9    | Sportivo Luqueño      | 8   | 18 | 3  | 2 | 13 | 33 | 56 | -23  |
| 10   | Club River Plate      | 4   | 18 | 1  | 2 | 15 | 20 | 67 | -47  |

| Légende : Qualifications et relégations | Légende : Qualifications et relégations |
| --------------------------------------- | --------------------------------------- |
|                                         | Champion du Paraguay                    |
|                                         | Relégation en deuxième division         |
|                                         | (T) : Tenant du titre (P) : Promus      |

## Bilan de la saison
| Championnat du Paraguay de football 1946                             |                          |
| Champion                                                             | Club Nacional (6e titre) |
| Promotions et relégations                                            |                          |
| Promus en Primera División                                           | Aucun                    |
| Relégués en Championnat du Paraguay de football de deuxième division | Aucun                    |

## Statistiques

### Meilleur buteur
- Leocadio Marín : 25 buts.